# CE Lleida Basquetbol
Le Club Esportiu Lleida Basquetbol, ou ICG Força Lleida, est un club espagnol de basket-ball basé à Lleida, Catalogne. Le club appartient au Championnat d'Espagne de seconde division, soit la deuxième division du championnat espagnol.

## Noms successifs
- Depuis 2004 : Plus Pujol
- ? - 2004 : Caprabo

## Entraîneurs successifs
- Depuis ? : Casadevall Andreu

## Palmarès
- Champion de LEB (2e division) : 2001